# Палац Ісмаілія
Палац Ісмаілія (азерб. İsmailiyyə sarayı) — нині будівля президії Академії наук Азербайджану, знаходиться в Баку на вулиці Істіглаліят. 
Муса Нагієва в пам'ять про померлого від туберкульозу сина Ізмаїла вирішив побудувати в центрі міста незвичайний палац. Він послав відомого польського архітектора Йосипа Плошко до Італії, де той повинен був вибрати архітектурний стиль зразок. У 1907 році Нагієв затвердив проект і почалося будівництво, яке завершилося в 1913 році. На фронтоні будівлі були написані вислови Імама Алі:
Людина підноситься і досягає бажаного тільки своєю працею. З народження до смерті людина повинна вчитися. Мусульмани! Ваше століття вмирає разом з вами, готуйте своїх дітей до нового століття!
Після урочистого відкриття «Ісмаїлії», в його просторому білокам'яної актовому залі з вікнами, що виходять на Миколаївську вулицю, проходили засідання членів Мусульманського благодійного товариства, збори жінок-мусульманок, бакинської інтелігенції, з'їзди духовенства. 26 квітня 1917 в цій будівлі відбулася студентська конференція за участю народних вчителів. 
Під час березневих подій 1918 року будинок серйозно постраждало як від куль і снарядів, так і від пожежі. У 1923 році під керівництвом архітектора Дубова будівля була відновлена, під час реставрації були видалені написи на фасаді і з боків. Після відновлення «Ісмаїлії», в різні роки в ній розміщувалися різні організації та установи: «Суспільство обстеження та вивчення Азербайджану», «Археологічна комісія», «Суспільство тюркської культури», Рукописний фонд, Республіканський філія Академії наук СРСР та інші. 
Тепер у ньому розташовується президія Академії Наук Азербайджану.

## Виноски
1. ↑  Архитектурные феномены Баку. Архів оригіналу за 25 квітня 2012. Процитовано 23 травня 2014.